# Wielkie postrzyżyny
Wielkie postrzyżyny (ros. Великий постриг) – obraz olejny Michaiła Niestierowa, namalowany w 1898.

## Okoliczności powstania obrazu
W twórczości Michaiła Niestierowa w pierwszym okresie jego działalności artystycznej (do rewolucji październikowej), według słów samego malarza, dominowała tematyka religijna, związana z obecnością prawosławia w kulturze rosyjskiej. Niestierow wspominał, iż pragnął uniknąć ukazywania na obrazach gwałtownych namiętności, preferując przedstawianie spokoju, harmonii pejzażu rosyjskiego i życia duchowego człowieka. Równocześnie obraz należy do cyklu dzieł ukazujących trudne, wręcz tragiczne położenie rosyjskich kobiet.
Wielkie postrzyżyny powstały dodatkowo pod wpływem osobistego dramatu autora, który zakochał się w młodej kobiecie poznanej w Kisłowodsku, urzeczony jej urodą i bogatym życiem duchowym. Niestierow oświadczył się ukochanej i został przyjęty, jednak po krótkim czasie kobieta zmieniła zdanie, tłumacząc, że nie będzie w stanie dać mu szczęścia, gdyż miłość mogłaby pokrzyżować jego plany artystyczne. Niestierow ciężko przeżył rozstanie.
Za Wielkie postrzyżyny Niestierow został w 1898 r. przyjęty do Cesarskiej Akademii Sztuk.

## Opis i wymowa obrazu
Wielkie postrzyżyny ukazują położony w odosobnieniu, w lasach, żeński skit staroobrzędowy. Pomiędzy domami-celami i cerkwią przebiega porośnięta brzozami ścieżka, którą idzie grupa mniszek w różnym wieku, ubranych w duchowne szaty, prowadzących, na tytułowe postrzyżyny mnisze młode posłusznice w tradycyjnych strojach staroobrzędowców (charakterystyczny sposób wiązania chust na głowach). Dziewczęta niosą w dłoniach zapalone świece, jedna z nich ma oplecione wokół ręki czotki. Ich twarze wyrażają modlitewne skupienie i smutek. Młodość i tradycyjne stroje dziewcząt podkreślają ich niewinność i prostotę. Smutek młodych kobiet jest interpretowany jako wyraz żalu z powodu niespełnionej miłości, z drugiej strony w obrazie nie ma jednak żadnych jednoznacznych sygnałów, by przyczyną wstąpienia bohaterek obrazu do monasteru był zawód uczuciowy. Obok drugiej z młodych kobiet idzie starsza mniszka, trzymając za rękę jeszcze młodszą dziewczynkę. Obydwu obce są uczucia i namiętności – pierwsza już ich nie przeżywa, druga jeszcze ich nie doświadczyła. W kolejnym rzędzie procesji dwie starsze mniszki podtrzymują ihumenię, kobietę piękną i stanowczą.
Z powagą i smutkiem mniszek i posłusznic kontrastuje obraz budzącej się do życia przyrody, której symbolem są ukazane na pierwszym planie bazie i młode drzewko; w niewielkim stopniu zmienia to jednak melancholijny nastrój obrazu.